# Lebiaji (Kémerovo)
|  | Per a altres significats, vegeu «Lebiaji». |

Lebiaji (en rus: Лебяжий) és un poble (un possiólok) de l'óblast de Kémerovo, a Rússia, que en el cens del 2010 tenia 333 habitants, pertany al districte de Mariïnsk.